# Попелівка Бессера
Попелівка Бессера (Tephroseris besseriana) — вид рослин з родини айстрових (Asteraceae).

## Систематика
У Червоній книзі України фігурує під назвою жовтозілля Бессера (Senecio besserianus Minder.). За даними спільного інтернет-проекту Королівських ботанічних садів у К'ю і Міссурійського ботанічного саду «The Plant List» Senecio besserianus є синонімом Tephroseris integrifolia subsp. aurantiaca, що належить до підвидів виду Tephroseris integrifolia.

## Опис
Багаторічна трав'яистна рослина. Має укорочене кореневище та прямі, прості, борозенчасті, з червонувато-фіолетовими смугами, злегка павутинисто-волосисті або майже голі стебла заввишки 40–65 см. Квітки червонувато-помаранчові, зібрані в 3-6 кошиків 10–15 мм завширшки. Плід — видовжена, звужена на кінці, коричнювата сім'янка. Цвіте у червні, плодоносить у липні. Розмножується насінням.

## Екологія
Рослини зростають на лучно-степовових ділянках, на остепнених луках, утворених на місці колишніх лісів, на малопотужних рендзинах, рідше — на задернованих слабоопідзолених світло-сірих ґрунтах. Ксеромезофіт.

## Поширення

### Поширення в Україні
Поширений на півдні Волинської височини і на північному заході Подільської височини. Підтверджені три місця зростання — два на Гологоро-Кременецькому кряжі й одне на Опіллі.

## Охоронні заходи
Популяції малочисельні, але стабільні, потерпають від випасу, викошування та випалювання. Рослина занесена до Червоної книги України та до до Європейського Червоного списку (як жовтозілля Бессера — Senecio besserianus Minder.). Природоохоронний статус — «вразливий». Охороняється на території «заказника Голицький» у Тернопільській області.